# Кунградський район
Кунградський район (кар. Qwonʻiʻrat rayoniʻ; узб. Қўнғирот тумани, Qoʻngʻirot tumani) — район в Узбекистані, Республіка Каракалпакстан. Розташований на заході республіки. Центр — місто Кунград.
Межує на заході і півночі з Казахстаном, на сході з Муйнацьким, Кеґейлійським, Канликульським і Шуманайським районами, на південному сході і півдні з Туркменістаном.
Більша частина району розташована на плато Устюрт. У межах району знаходяться сор Барсакельмес, солончак Агиїн, Сарикамиська котловина. На півдні району частина Сарикамиського озера. У минулому північно-західна частина району омивалася Аральським морем. Унаслідок пересихання останнього межа між Муйнацьким і Кунградським районами проходить по суші.
Через район проходять автошляхи Кирккиз — Кунград, Муйнак — Кунград, Кунград — Ходжейлі; залізниця Бейнеу — Найманкуль.
Населення району 90 238 мешканців (перепис 1989; включаючи Кунградську міськраду), у тому числі міське — 57 597 мешканців, сільське — 32 641 мешканець.
Кунградський район є зоною екологічного лиха у зв'язку з пересиханням Аральського моря.
Станом на 1 січня 2011 року до складу району входили 1 місто (Кунград), 6 міських селищ і 11 сільських сходів громадян.
Міські селища Кунградського району:
- Акшолак
- Алтинкуль
- Елабад
- Жаслик
- Каракалпакія
- Кубла-Устюрт

Сільські сходи громадян:
- Адебіят
- ім. Ажиніяза
- Канли
- Кипшак
- Кунград
- Науриз
- Орнек
- Раушан
- Сууєнлі
- Устюрт
- Хорезм